# Guoyu
|  | No s'ha de confondre amb el text clàssic “Guoyu “ que tracta de la història de la Xina Clàssica ni amb el senyor de la guerra Guo Yu (també conegut com a Cheng Rui). |

Guoyu o també Guo Yu (xinès tradicional: 國語, xinès simplificat: 国语, pinyin: Guóyǔ, literalment 'Idioma nacional'), és el terme que fa referència al xinès estàndard (basat en el dialecte pequinès) que rep altres noms com mandarí i putonghua; així com el nom de la modalitat del xinès que es feia servir oficialment tant a la República de la Xina fins al 1949, com actualment a Taiwan.
Té els seus orígens en el naixement de la República de la Xina, ja que la modernització del xinès equivalia a escriure tal com es parlava. I s'inicia amb el baihua (contraposat al xinès clàssic, el wényán).
No és estrany, per tal d'especificar, l'ús del terme guoyu utilitzat per a denominar el xinès estàndard de Taiwan i Hong Kong, diferenciant-lo del putonghua. En el cas del xinès estàndard a Taiwan, tot i ser equivalent al homòleg del continent, hi trobem majors influències del japonès o de les variants de Jiangsu i Zhejiang. A Singapur i el sud-est asiàtic des de mitjans de la dècada del 1960 s'utilitza també l'expressió huayu, que originàriament es referia a totes les variants lingüístiques del xinès.

## Termes i definicions
El xinès no és un únic idioma, sinó un grup d'idiomes de la branca sinotibetana, que inclouen variants com el mandarí, el cantonès i el hakka. Comparteixen un origen comú i un sistema d'escriptura - els caràcters xinesos - i entre els parlants del xinès són considerats dialectes (方言 fāngyán) d'un mateix idioma. No obstant això, aquests dialectes sovint difereixen molt en la forma oral i no són mútuament intel·ligibles. En conseqüència, els lingüistes occidentals tendeixen a considerar-los com a idiomes separats, i no com a dialectes d'un mateix idioma; fent referència a Yuen Ren Chao, John DeFrancis va comparar les diferències entre alguns dialectes amb les diferències entre l'anglès i l'holandès, per exemple.
El dialecte mandarí del xinès és un grup d'idiomes xinesos que inclou almenys vuit subgrups, sovint anomenats dialectes. En anglès, "dialecte mandarí" pot referir-se a qualsevol d'aquests dialectes del mandarí, que no necessàriament són mútuament intel·ligibles. No obstant això, aquest terme s'utilitza més sovint per referir-se a l'idioma xinès estàndard, el dialecte prestigiós.
L'idioma xinès estàndard a la Xina continental s'anomena putonghua (普通話; Pǔtōnghuà; "discurs comú"), i a la República de la Xina (Taiwan) es diu guoyu (國語; Guóyǔ; "idioma nacional"). Aquests dos idiomes, com el dialecte mandarí, es basen en el dialecte de Pequín i són mútuament intel·ligibles, però tenen diferències lèxiques, fonològiques i gramaticals diferents. També existeixen diferències significatives entre putonghua i guoyu. Alguns estudiosos argumenten que el putonghua i el guoyu són estàndards artificials que, estrictament parlant, no representen la llengua materna d'un nombre significatiu de persones o, fins i tot, de cap persona.
El guoyu existeix en un rang que va des de la versió més estàndard i oficial de la llengua fins a una forma influenciada més fortament pel dialecte min nan (hàk-kâ).